# サミュエル・ハーマン・レシェフスキー
サミュエル・ハーマン・レシェフスキー（Samuel Herman Reshevsky、1911年11月26日 - 1992年4月4日）はポーランド生まれのアメリカ合衆国のチェスプレーヤーでグランドマスター。ユダヤ系である。

## 生涯
現在のウッチ県オゾルクフ生まれ。8歳のとき家族とともに米国に移住。幼い頃からチェスの天才として知られ、7回米国チャンピオンとなる。戦前から目標としていた世界チャンピオンの座は第二次世界大戦により阻まれ、戦後アレクサンドル・アレヒンの死去に伴いチャンピオンの座が空席となったためミハイル・ボトヴィニク、マックス・エーワ、ワシリー・スミスロフ、パウリ・ケレスとチャンピオン決定戦を争うも、ボトヴィニク、スミスロフ、ケレスといったソビエト連邦の選手勢の前に敗れ、チャンピオンとなることは出来なかった（このチャンピオン決定戦で優勝したボトヴィニクが新チャンピオンとなった）。
その後は保険外交員・投資分析家をしながらチェスを指した。ニューヨークで80歳にて死亡。

## 評価と逸話
アメリカのグランドマスターだったアーサー・ビズガイアはレシェフスキーとボビー・フィッシャーを比較して「フィッシャーはレシェフスキーが神童だったという意味での神童ではなかった。レシェフスキーは6歳の時から必勝のチェスを指していた」と述べている。
世界チェス選手権保持者だった7歳の時、レシェフスキーが20人の大人を相手に対戦するというエキジビジョン・マッチをチャップリンが観戦していて、その超現実的な光景に感心しつつ、「もしかしたらこの少年は異能の代償を健康で支払っているのではないか」という不安を感じたという。レシェフスキーはフィッシャーと1957年に合衆国チャンピオンを争って、1点差で敗れている。さらにアメリカ・チェス連盟が主催したフィッシャーとの十六番勝負は、フィッシャーが一方的に競技を中止したために決着はつかなかったが、特に第1試合と第7試合のレシェフスキーの勝利した記譜はその競技歴を通じて最高の部類に入ると評される。

## レシェフスキーによる著作
- Learn Chess Fast!, ISBN 4-87187-865-1
- The Art of Positional Play in Chess, ISBN 4-87187-459-1
- Great Chess Upsets, ISBN 4-87187-510-5
- First Piatigorsky Cup International Grandmaster Chess Tournament, ISBN 4-87187-843-0
- Reshevsky on Chess: The U.S. Champion Tells How He Wins
- How Chess Games Are Won
- Reshevsky's Best Games of Chess
- Reshevsky on the Fischer-Spassky Games